# Giovanni Delfino (1545–1622)
Giovanni Delfino (ur. 15 grudnia 1545 w Wenecji, zm. 25 listopada 1622 tamże) – włoski kardynał.

## Życiorys
Urodził się 15 grudnia 1545 roku w Wenecji, jako syn Giuseppego Delfino i Marii Contarini. Studiował na Uniwersytecie Padewskim, gdzie uzyskał doktorat utroque iure. W latach 1594–1598 był ambasadorem Republiki Weneckiej przy Stolicy Piotrowej, a następnie wstąpił do stanu duchownego. 24 listopada 1603 roku został wybrany biskupem Vicenzy, a 27 grudnia przyjął sakrę. 9 czerwca 1604 roku został kreowany kardynałem prezbiterem i otrzymał kościół tytularny San Matteo in Merulana. Dwa lata później zrezygnował z zarządzania diecezją. W okresie 1619–1620 pełnił funkcję kamerlinga Kolegium Kardynałów. Zmarł 25 listopada 1622 roku w Wenecji.